# Paul Gauwain
Paul-Marie-Joseph Gauwain (10 mars 1847 à Lille - 27 février 1925 à Clichy) est un juriste, économiste et haut fonctionnaire français.

## Biographie
Docteur en droit, spécialiste de droit rural, il entre en tant qu'auditeur au Conseil d'État en 1873.
Il devient chef de cabinet du sous-secrétaire d'État à l'Intérieur Albert Desjardins en janvier 1876, puis chef adjoint du cabinet du président du Conseil et ministre de l'Intérieur Jules Simon, en décembre de la même année.
En 1878, il est nommé secrétaire général de la préfecture de Seine-et-Oise, et passe maître des requêtes au Conseil d'État l'année suivante, avant d'être nommé conseiller d'État.
Après avoir réussi le concours, il est nommé professeur de droit administratif et de législation rurale à l'Institut national agronomique (INA) de 1884 à 1918.
En 1886, il est nommé Commissaire du gouvernement près le Conseil d'État (section du contentieux).
Sous-gouverneur en 1891 du Crédit foncier de France, il en est nommé gouverneur honoraire et est nommé conseiller-maître à la Cour des comptes en 1909.
Membre de l'Académie d'agriculture de France (section économie rurale) depuis 1899, il en devient le président en 1919.

## Publications
- De Usufructu accrescendo (Dig. 7,2). Du droit d'accroissement en matière d'hérédité et en matière de legs. Des excuses et des circonstances atténuantes (1868)
- Étude des développements successifs de l'impôt en France (1872)
- Le Conseiller municipal... 1re année (1884)
- Législation rurale (1890)

### Sources
- Louis Corneille, Notice sur M. Gauwain, 1927
- Dictionnaire biographique des magistrats de la Cour des comptes 1807-2007, 2007